# Mercado Modelo (Temuco)
El Mercado Modelo (también llamado Mercado Municipal de Temuco, e inaugurado oficialmente como El Mercado de Abastos) es un mercado de la ciudad de Temuco, Chile. Ocupa los 6300 metros cuadrados orientales de la manzana delimitada por las calles General Aldunate por el oriente, Manuel Rodríguez por el norte, Manuel Bulnes por el poniente, y Diego Portales por el sur.
Cuenta con seis accesos: 1 en la esquina de Portales con Aldunate, en Aldunate entre Portales y Rodríguez, en la esquina de Aldunate con Rodríguez, en Rodríguez entre Aldunate y Bulnes, en Bulnes entre Rodríguez y Portales, y en Portales entre Bulnes y Aldunate. Tuvo ciento cuarenta y dos locales (restaurantes, fuentes de soda, puestos de artesanías, carnicerías y pescaderías) y cerca de seiscientos trabajadores. Tenía custodia, oficina de información turística, baños públicos, una fuente de agua y once cámaras de vigilancia.
Es uno de los lugares turísticos de la ciudad, y desde 2014, fue parte de la Ruta Patrimonial Huellas de Pablo Neruda. El 20 de abril de 2016, fue consumido casi completamente por un incendio, dejando en pie solamente su fachada.

## Historia

### Primer mercado
Nació debido al menester de la población de contar con un recinto en el cual se comercializaran los productos de primera necesidad de la época (harina, aceite, frutas, verduras, prendas de vestir, etcétera), que hasta ese momento se vendían en la calle, sin orden alguno. El primer intento por normalizar la situación fue la creación de un mercado ubicado frente a la plaza Manuel Recabarren. Sin embargo, el recinto no contaba con las condiciones para desarrollar la actividad y la empresa fracasó.

### Segundo mercado

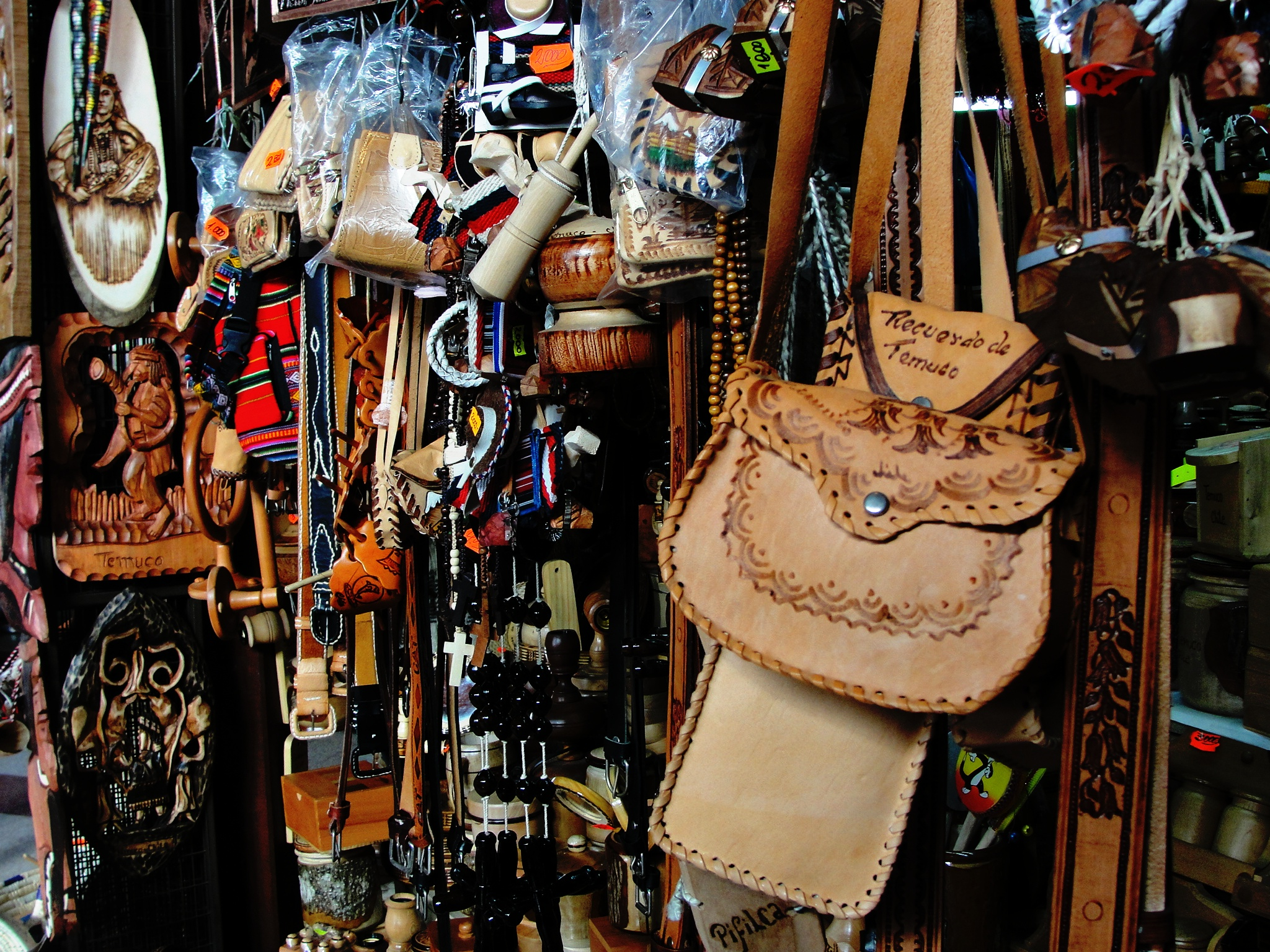
Algunas artesanías a la venta en el Mercado Modelo (2010).

El segundo intento fue la construcción del Mercado Modelo. La primera piedra se colocó en octubre de 1928. Se construyó en un sitio eriazo donde justamente se comercializaban todo tipo de productos. Abrió sus puertas en 1929 pero fue inaugurado oficialmente el 17 de mayo de 1930 por el alcalde Eduardo Solano Illanes, con el nombre de El Mercado de Abastos.
Con los años se hicieron necesarios trabajos de restauración. Entre 1987 y 1988, se amplió y modernizó el recinto, transformando su interior. En 2002 y 2003, el alcalde René Saffirio realizó, en la fachada, una remodelación ambientada en la cultura mapuche, sin alterar la estructura original de la edificación. Dicho trabajo costó doscientos veinticinco millones de pesos chilenos (trescientos veintisiete mil dólares estadounidenses).

### Incendio
La noche del 20 de abril de 2016, sufrió un incendio que duró varias horas y que lo consumió casi por completo, dejando en pie solamente su casco arquitectónico. El siniestro podría haberse originado por una explosión en uno de los restoranes. Los bomberos se vieron imposibilitados de combatir el fuego ya que en las cocinerías se almacenaban balones de gas. La tragedia dejó diez mil millones de pesos chilenos (quince millones ciento cuarenta y tres mil dólares estadounidenses de la época) en pérdidas y a más de seiscientas personas sin trabajo. Las autoridades declararon que un nuevo edificio se levantaría respetando el diseño original, y decretaron el congelamiento de los impuestos para los arrendatarios del Mercado. La reconstrucción demoraría tres años.
En julio de 2016, alrededor de setenta artesanos del malogrado recinto fueron instalados en un estacionamiento de calle General Aldunate, donde se levantó una carpa de más de mil metros cuadrados, con una inversión de sesenta millones de pesos chilenos (noventa mil dólares estadounidenses de 2016).

### Tercer mercado
En marzo de 2017, se anunció que la oficina de arquitectura de Cristián Undurraga se haría cargo del diseño del nuevo edificio, el que fue presentado a fines de septiembre del mismo año. El proyecto, que tendría un costo total estimado de dieciséis mil millones de pesos chilenos (veinticinco millones de dólares estadounidenses de 2017), cuenta con tres niveles, un subterráneo para bodegas e instalaciones técnicas, y dos pisos para locales comerciales, concentrando los restaurantes en el último de ellos. El edificio comercial Portal de La Araucanía, ubicado junto al acceso de la calle Bulnes, y que también fue afectado por el incendio, será demolido para crear una nueva entrada. El 6 de enero y tras casi 4 años desde el siniestro que destruyo por completo el Mercadom se dio inicio a la reconstrucción de la mano de la empresa constructora Andes, se espera que las obras sean entregadas a la Municipalidad de Temuco durante invierno de 2021.

## Locales

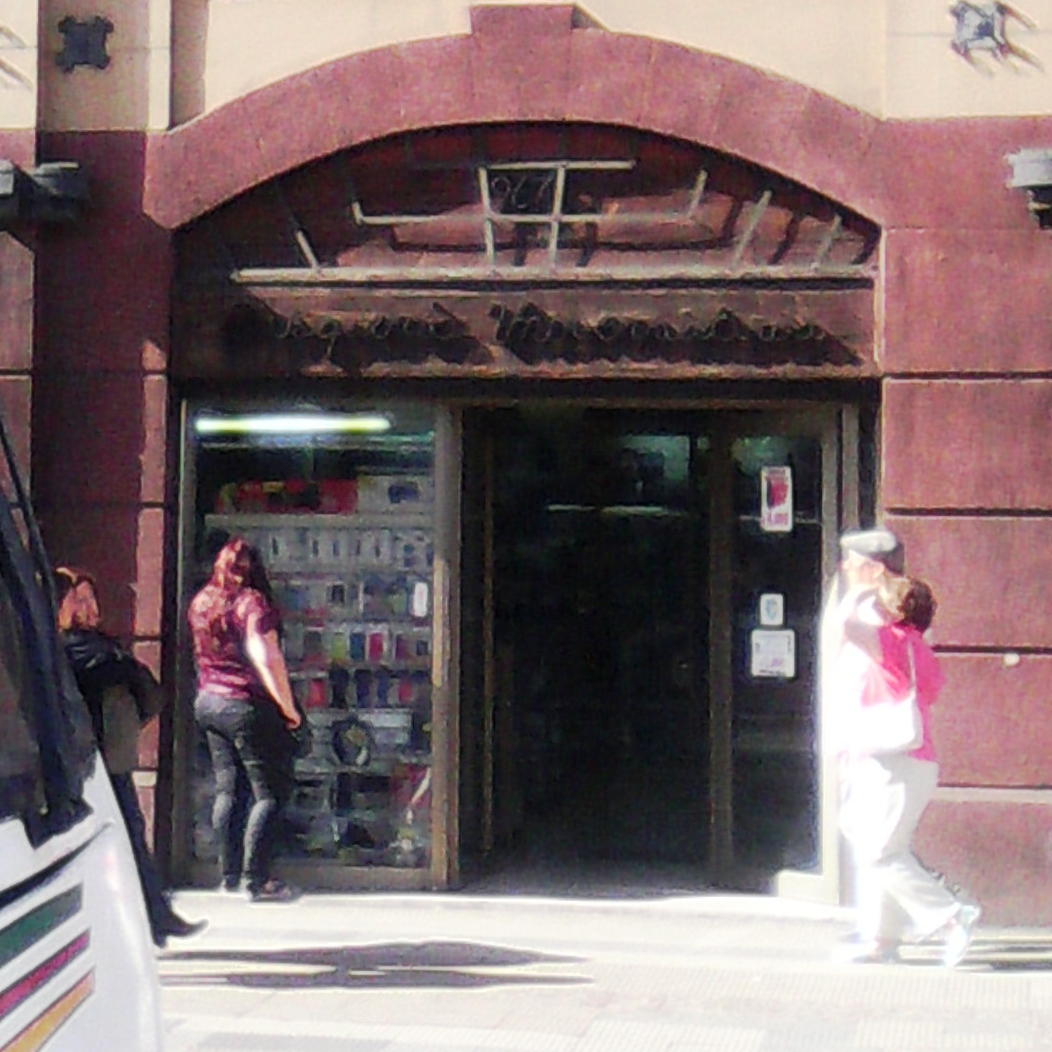
Disquería Universitaria, local exterior del Mercado Modelo, en diciembre de 2014.

### Restaurantes
En los locales de comida, se podían degustar platos criollos, en especial la comida típica del sur de Chile. En cuanto a pescados y mariscos, se servían pailas marinas, mariscales fríos o calientes y pescados fritos, entre otros. También se vendían humitas, pasteles de choclo, empanadas fritas y de horno, y cazuelas de vacuno o ave.

### Artesanía
En ciento diez locales se ofrecían artículos de cestería, madera, piedra, greda, lana, cueros o metales. Destacaban los implementos de la cultura mapuche, como la vestimenta y los instrumentos musicales de dicho pueblo originario. Además, se vendían productos del Perú y Ecuador.

### Otros locales
En el interior, también se podían adquirir carnes de vacuno, cerdo y ave, pescados, mariscos, quesos, fiambres, frutas y verduras. Entre los locales externos, se contaban heladerías, panaderías, librerías y tiendas de artículos electrónicos, entre otros.